# Шпиталь Матері Божої
Шпиталь Матері Божої — лікарня у мальтійському місті Мсіда. Державний медичний заклад, приєднаний до Університету Мальти, пропонує лікарняні спеціалізовані послуги.

## Історія
Шпиталь Матері Божої побудувала СП Skanska Malta, дочірня компанія шведської будівельної фірми «Сканська». Проєкт планувався коштувати Lm 50 000 000 (приблизно € 116 000 000), але збільшився до більш ніж 250 000 000 Lm (близько 582 000 000 EUR). «Сканській» було доручено будівництво нової загальної лікарні на Мальті, а «найсучасніша» лікарня «Матер Дей» коштувала понад 700 000 000 євро. Однак пізніше було виявлено, що «Сканська» використовувала цемент нижчої якості такого типу, який зазвичай використовується для будівництва.
Шпиталь Матері Божої відкрили 29 червня 2007 року як головну державну лікарню.

## Опис
Комплекс площею 250 000 квадратних метрів включає 825 ліжок та 25 ліжок для операційних потреб.

## Належність до Університету Мальти
Лікарня розташована поруч із Мальтійським університетом і містить факультети наук про здоров'я, медицину та хірургію та стоматологічну хірургію у спеціально побудованому крилі медичної школи. У лікарні знаходиться бібліотека наук про здоров'я, яка є бібліотекою-філіалом Бібліотеки Мальтинського університету.

## Онкологічна лікарня сер Ентоні Мамо

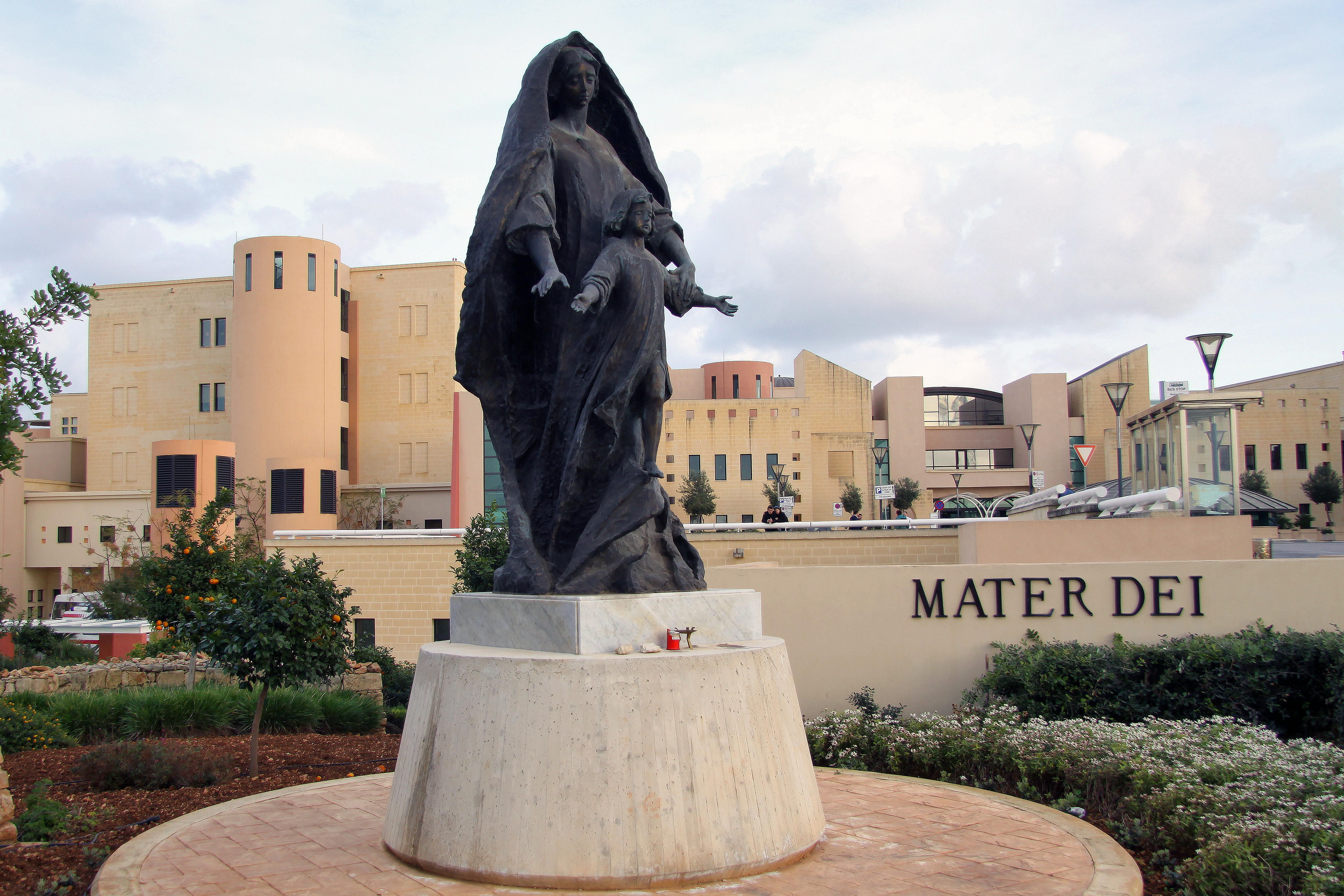
Шпиталь Матері Божої

Онкологічна лікарня «Сер Ентоні Мамо» вітала своїх перших 50 амбулаторій 22 грудня 2014 року. Лікарню розпочали проєктувати в 2010 році, а будівництво розпочали у 2012 році. Коштує 52 мільйони євро, а для її роботи, за оцінками, потрібно 8 мільйонів євро на рік. У лікарні пропонують більш вдосконалену променеву терапію двома апаратами, замовленими у центрі Лідс-Спенсера, де вони були представлені у 2013 році. Апарати дозволяють більш точну променеву терапію та більш сильні дози, скорочуючи тривалість та частоту сеансів. Уряд Мальти також розглядав питання щодо розширення послуг з променевої терапії для включення аутологічних трансплантацій. Уряд також розглядає можливість розробки клінічних випробувальних груп, за допомогою яких мальтійські пацієнти зможуть отримати користь від нових лікарських засобів, які ще не існують на ринку. Кількість ліжок у новій лікарні збільшилася з 78 у лікарні Боффа до 113, а амбулаторій з двох до 12. Вид хіміотерапії став більш досконалим. Новий апарат МРТ допоможе скоротити списки очікування, а ліжка для паліативної допомоги також було збільшено з 10 в Боффі до 16. У день відкриття було набрано 47 нових фахівців.